# Dolsk
Dolsk é um município da Polônia, na voivodia da Grande Polônia e no condado de Śrem. Estende-se por uma área de 6,2 km², com 1 568 habitantes, segundo os censos de 2016, com uma densidade de 252,9 hab/km².